# Christian Philipp Stumm

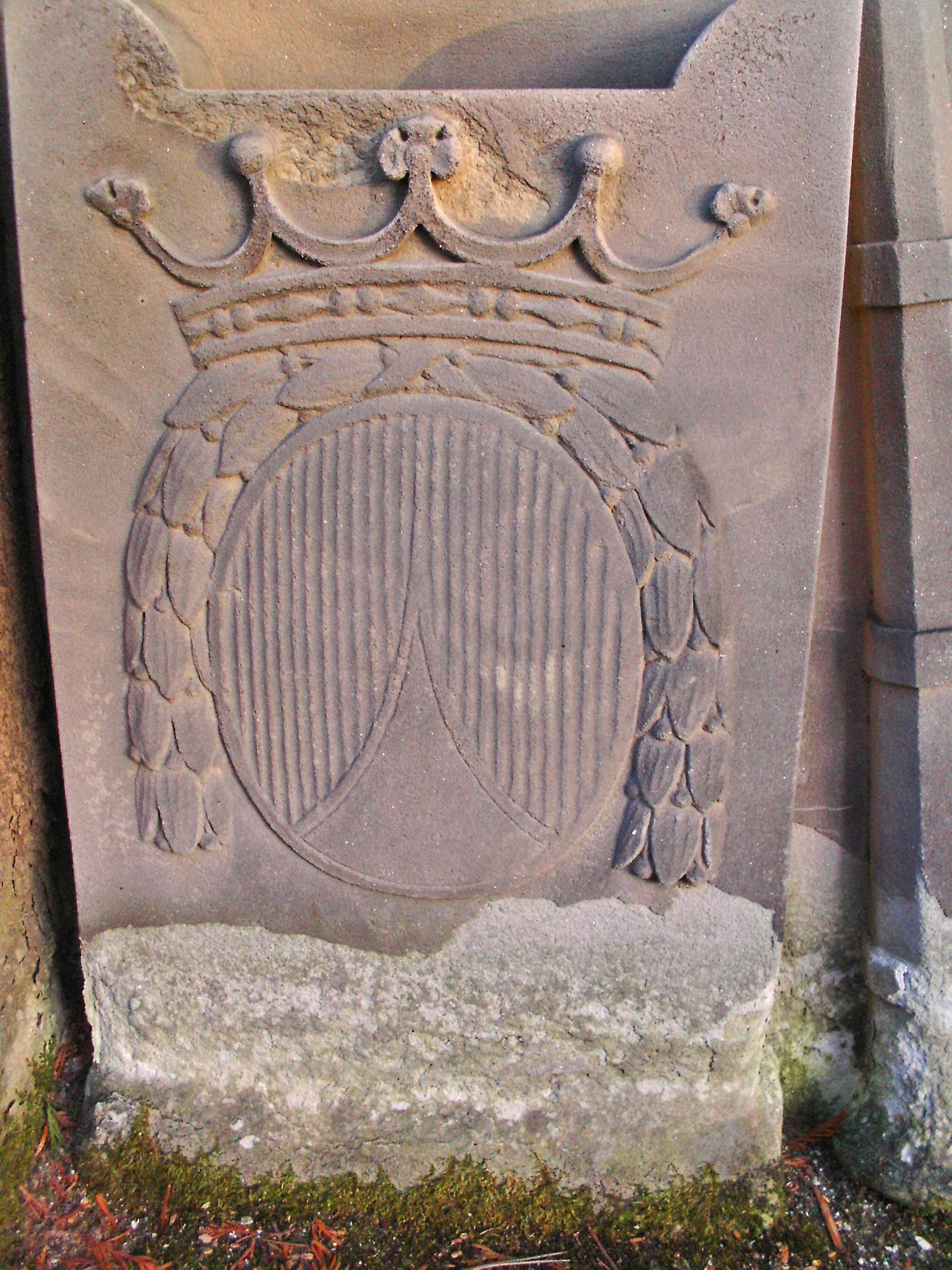
Wappen der Freiherrn von Stumm, Hauptfriedhof Mannheim

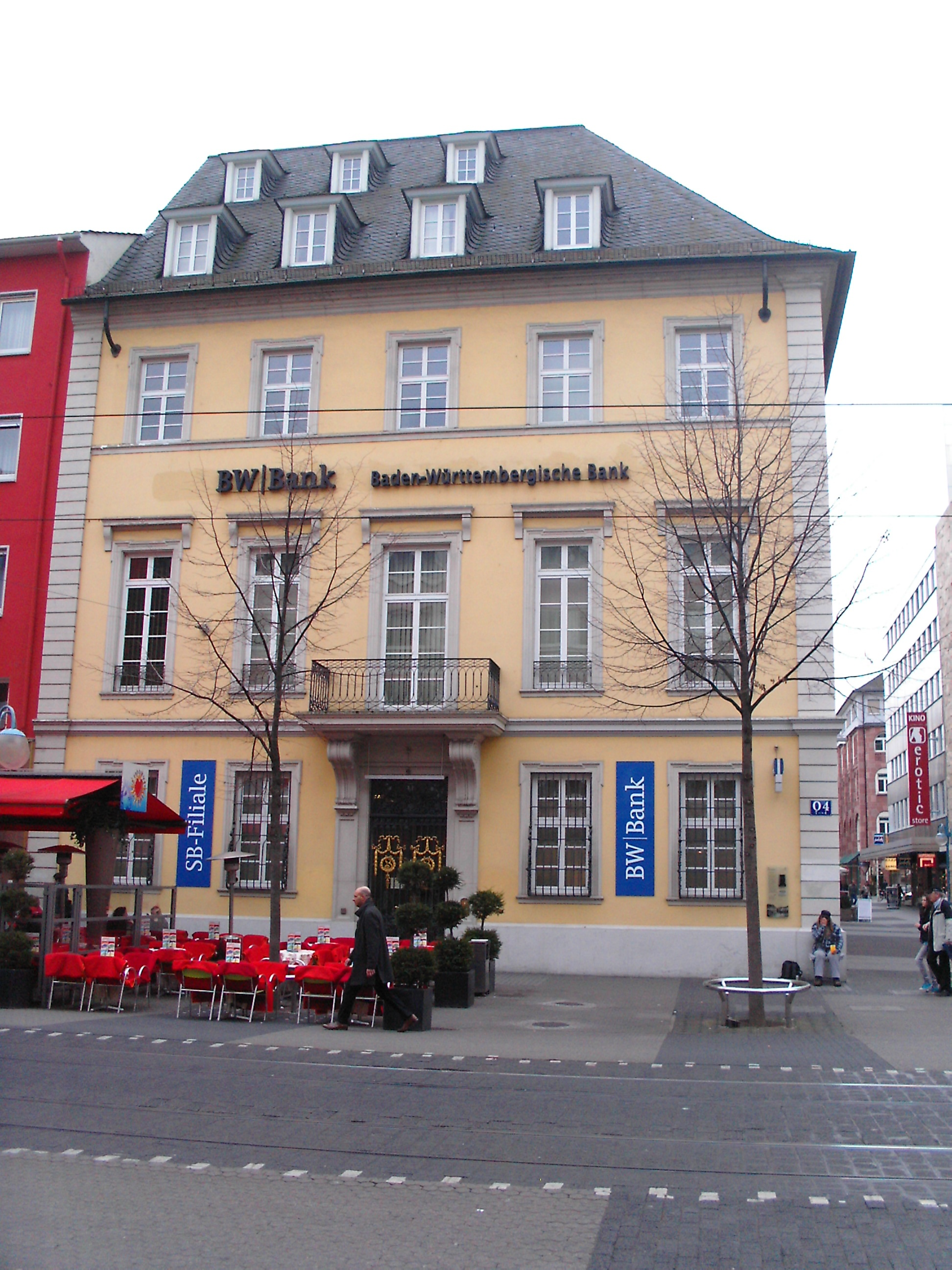
Das ehemalige Handels- und Bankhaus Schmalz, später Stumm, Mannheim, O 4, 4

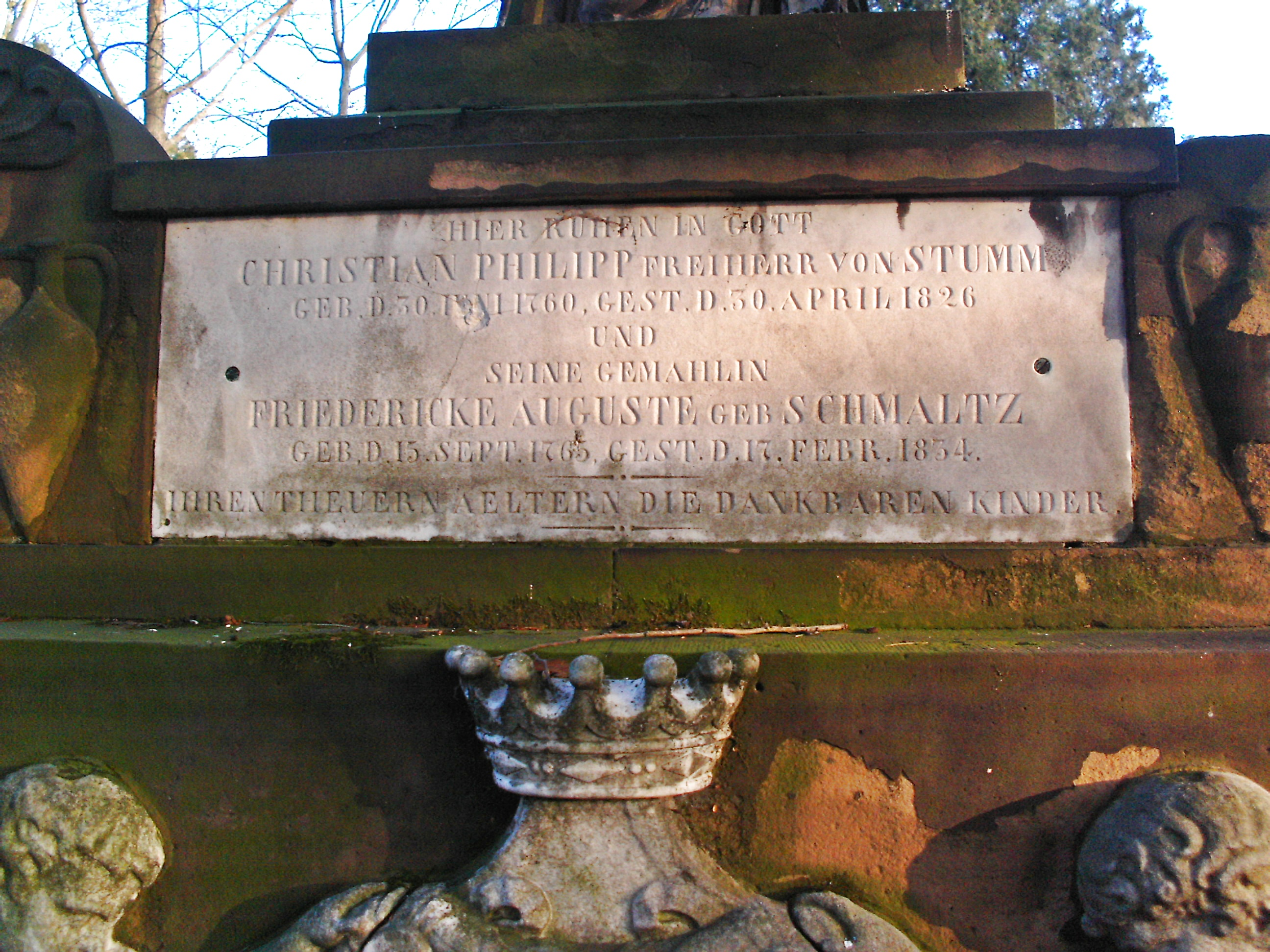
Grabinschrift Christian Philipp von Stumm und Gattin, Hauptfriedhof Mannheim

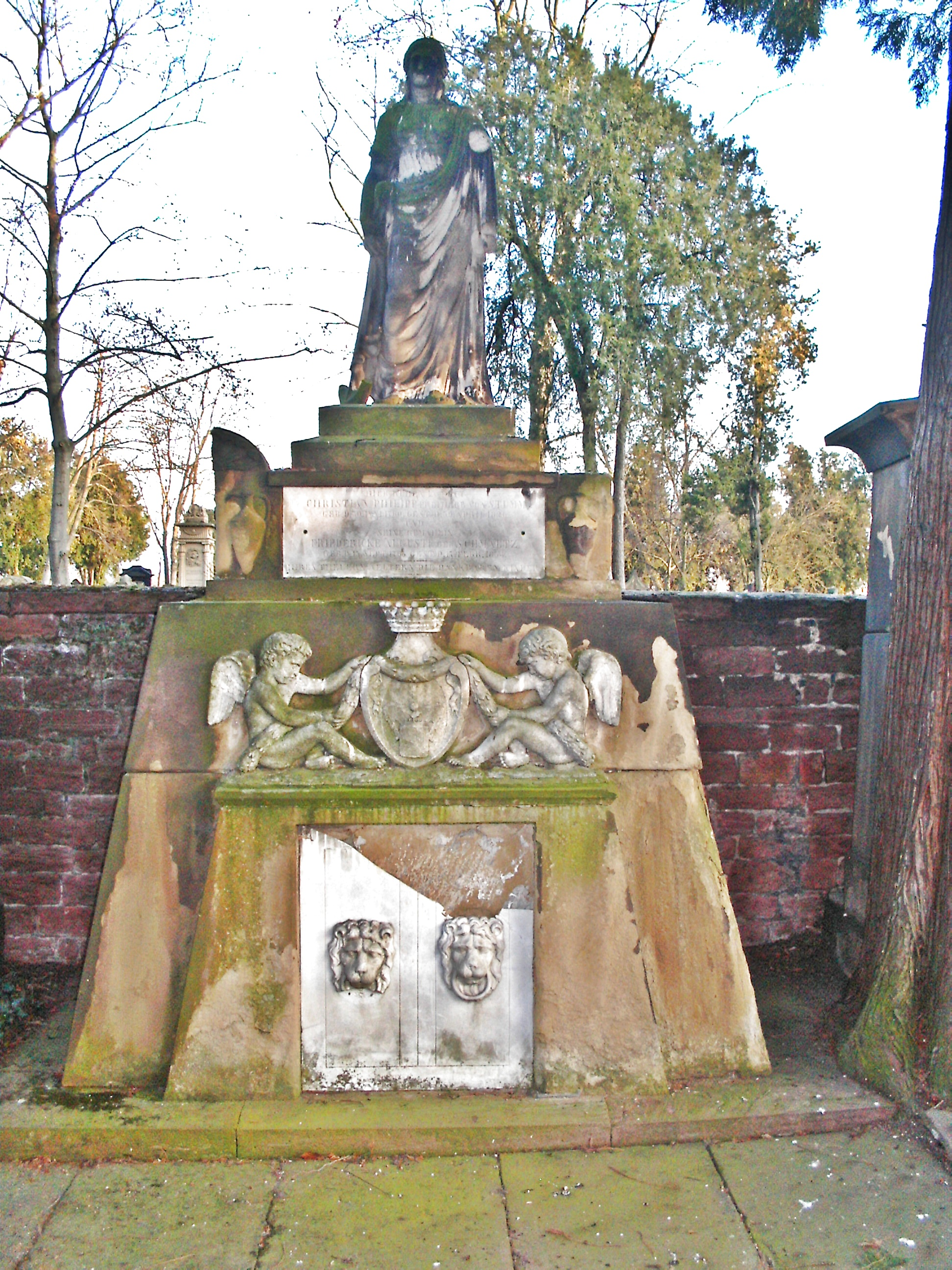
Grabmal Christian Philipp von Stumm und Gattin, Hauptfriedhof Mannheim

Christian Philipp Stumm, ab 1815 Christian Philipp Freiherr von Stumm (* 30. Juni 1760 in Asbach; † 30. April 1826 in Mannheim) war kurpfalz-bayerischer Hofrat, Hofbankier und Mitbegründer der Montanfirma Gebrüder Stumm.

## Leben und Wirken
Christian Philipp Stumm war ein Sohn von Johann Heinrich Stumm (1710–1783), Besitzer der Abentheuerer Hütte sowie der Asbacherhütte, sowie dessen Ehefrau Maria Barbara Gienanth (1724–1781), die einer pfälzischen Montanindustriellenfamilie entstammte.
Der Junge wurde Jurist und heiratete Friederike Auguste Schmalz, die Alleinerbin des gleichnamigen Mannheimer Handels- bzw. Bankhauses. Dieses hatte quasi den Status einer kurpfälzischen Hausbank. Schon 1799 avancierte er zum pfalz-bayerischen Hofbankier, später wurde er Hofrat. Mit seiner Familie bewohnte Christian Philipp Stumm das vornehme Handels- und Bankhaus der Schwiegereltern in Mannheim, heute O 4, 4. Die Fassade dieses Hauses existiert noch (2012), sie wurde dem Original entsprechend wiedererrichtet, nachdem das historische Gebäude in den 1970er Jahren wegen schlechten Zustandes abgetragen worden war.
Zusammen mit seinen Brüdern Friedrich Philipp und Ferdinand gründete Christian Philipp Stumm 1806 die offene Handelsgesellschaft Gebrüder Stumm, worin die Eisenwerke der Familie an der Saar und im Hunsrück vereinigt waren. 1808 erwarben sie das Neunkircher Eisenwerk, 1809 große Anteile der Halberger- und der Fischbacher Hütte. Aus dem Lothringer Salzgebiet betrieb Christian Philipp zudem einen regen Salz-Importhandel.
Am 13. Juni 1815 wurde Stumm als erstes Mitglied der Gesamtfamilie nobilitiert und als Freiherr von Stumm in den erblichen Adelsstand des Königreichs Bayern erhoben. Anlässlich der Standeserhebung wurde ein Wappen verliehen.
Seine beiden Töchter Friederike (1793–1829) und Auguste (1796–1876) heirateten in zwei uralte elsässische Adelshäuser ein. Auguste ehelichte Christian Friedrich von Berckheim, Friederike den Grafen Theodor Waldner von Freundstein. Nachdem sowohl Christian Friedrich von Berckheim als auch Friederike von Stumm frühzeitig starben, verbanden sich die beiden jeweils überlebenden Ehepartner Auguste von Stumm verwitwete Berckheim und Theodor Graf Waldner von Freundstein in einer zweiten Ehe miteinander.
Christian Philipp Stumm verstarb als sehr angesehener Mannheimer Bürger 1826. In der Zeitschrift Didaskalia – Blätter für Geist, Gemüth und Publizität erschien ein zeitgenössisches Gedicht auf seinen Tod, das u. a. seine Mildtätigkeit gegen Arme hervorhebt. Seine Frau starb 1834 im Mannheimer Nobel-Gasthof Zum Goldenen Hirsch.
Das Ehepaar fand seine letzte Ruhestätte auf dem Hauptfriedhof Mannheim, wo ihm Tochter und Schwiegersohn ein aufwändiges Grabmal in der Gestalt eines Scheinmausoleums errichten ließen, ein Werk des Mannheimer Hofbildhauers Maximilian Joseph Pozzi (1770–1842), welches leider sehr heruntergekommen ist (2012).
Der Bruder von Christian Philipp Stumms Großvater Johann Nikolaus war Johann Michael Stumm (1683–1747), Begründer der Orgelbaudynastie Stumm.